# Калера-де-Танго
Калера-де-Танго  (исп. Calera de Tango ; другое название — Бахос-де-Сан-Агустин) — город в Чили. Административный центр одноимённой коммуны. Население города — 6511 человек (2002). Город и коммуна входит в состав провинции Майпо и Столичной области.
Территория — 73,3 км². Численность населения — 25 392 жителя (2017). Плотность населения — 346,4 чел./км².

## Расположение
Город расположен в 27 км на юго-запад от столицы Чили города Сантьяго.
Коммуна граничит:
- на севере — c провинцией Сантьяго
- на востоке — с коммуной Сан-Бернардо
- на юго-западе — c коммуной Талаганте
- на северо-западе — c коммунами Падре-Уртадо, Пеньяфлор

## Демография
Согласно сведениям, собранным в ходе переписи 2017 г. Национальным институтом статистики (INE),  население коммуны составляет:
| Полное население                          | Полное население                          | Полное население                          | Полное население                          | Полное население                          | 25 392 |
| ----------------------------------------- | ----------------------------------------- | ----------------------------------------- | ----------------------------------------- | ----------------------------------------- | ------ |
| в том числе:                              | Городское население                       | 11 545                                    | Процент городского населения, %           | 45,47                                     |        |
|                                           | Сельское население                        | 13 847                                    | Процент сельского населения, %            | 54,53                                     |        |
|                                           | Мужское население                         | 12 718                                    | Процент мужского населения, %             | 50,09                                     |        |
|                                           | Женское население                         | 12 674                                    | Процент женского населения, %             | 49,91                                     |        |
| Плотность населения, чел./км²             | Плотность населения, чел./км²             | Плотность населения, чел./км²             | Плотность населения, чел./км²             | Плотность населения, чел./км²             | 346,4  |
| Население коммуны в % к населению области | Население коммуны в % к населению области | Население коммуны в % к населению области | Население коммуны в % к населению области | Население коммуны в % к населению области | 0,36   |

| Динамика изменения населения коммуны | Динамика изменения населения коммуны | Динамика изменения населения коммуны | Динамика изменения населения коммуны |
| ------------------------------------ | ------------------------------------ | ------------------------------------ | ------------------------------------ |
| 1992                                 | 2002                                 | 2012                                 | 2017                                 |
| 11 843                               | 18 235▲                              | 23 113▲                              | 25 392▲                              |

## Важнейшие населенные пункты[4]
| № | Населённый пункт        | Населённый пункт (исп.) | Категория | Население чел. (2002) | На карте                        |
| - | ----------------------- | ----------------------- | --------- | --------------------- | ------------------------------- |
| 1 | Бахос-де-Сан-Агустин    | Bajos de San Agustín    | город     | 6511                  | 33°37′52″ ю. ш. 70°45′52″ з. д. |
| 2 | Сан-Игнасио             | San Ignacio             | город     | 3421                  | 33°35′56″ ю. ш. 70°47′06″ з. д. |
| 3 | Лос-Тилос               | Los Tilos               | поселок   | 656                   | 33°37′50″ ю. ш. 70°49′14″ з. д. |
| 4 | Эль-Треболь-Лос-Сересос | El Trébol Los Cerezos   | поселок   | 483                   | 33°34′39″ ю. ш. 70°46′49″ з. д. |
| 5 | Санта-Инес              | Santa Inés              | поселок   | 472                   | 33°38′30″ ю. ш. 70°45′46″ з. д. |
| 6 | Палермо                 | Palermo                 | поселок   | 423                   | 33°37′45″ ю. ш. 70°48′09″ з. д. |